# 软稃早熟禾
软稃早熟禾（学名：Poa malacantha）为禾本科早熟禾属下的一个种。